# アスタロト

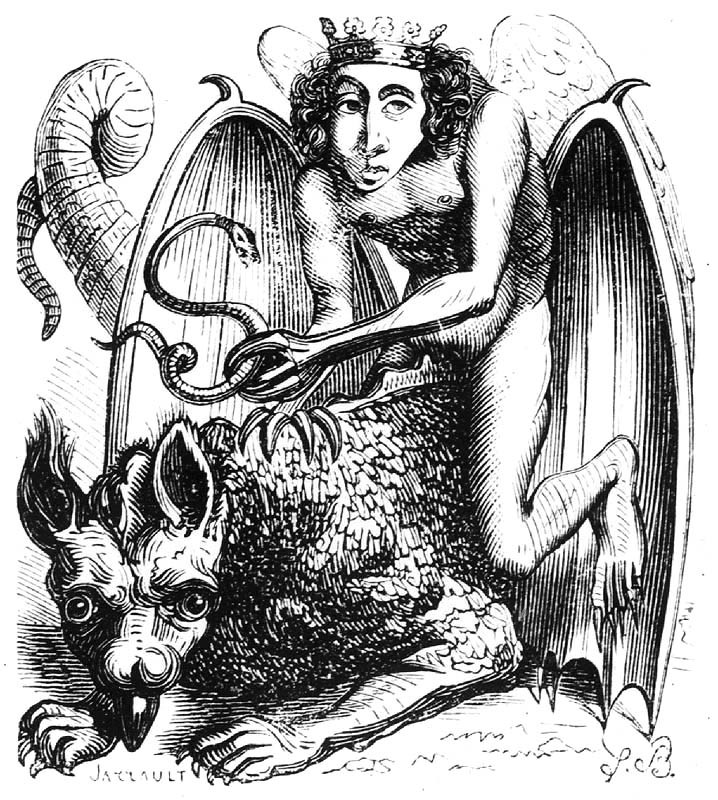
コラン・ド・プランシー著『地獄の辞典』の挿絵におけるアスタロトの姿

アスタロト（Astaroth）は、ヨーロッパの伝承における悪魔の一人。種々の魔術や悪魔学の文献において高位の悪魔として扱われる。アシュタロト（Ashtaroth）、アステロト（Asteroth）とも呼ばれる。アスタロス、アシュタロスとも表記される。

## 概要

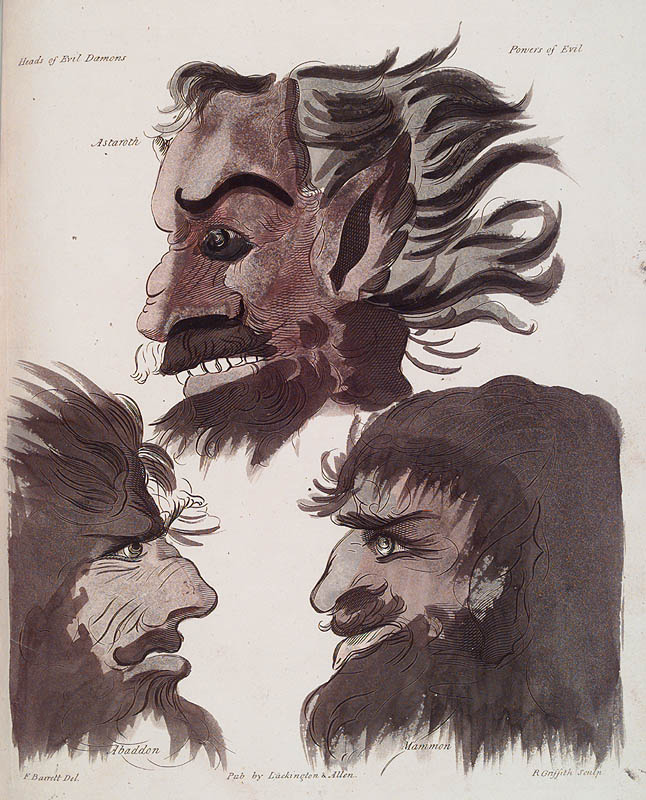
フランシス・バレット著『メイガス』の悪魔の頭部の図。中央上部がアスタロト

アスタロトは悪魔学における著名な悪魔の1人である。セバスチャン・ミカエリス、ハインリヒ・コルネリウス・アグリッパ、ヨーハン・ヴァイヤーらが、悪魔学に関する著作の中でアスタロトについて言及している。また、グリモワールと呼ばれる中世後期から近世にかけてヨーロッパで民間に流布していた魔術書にもその名がしばしば見られる。これらの文献において、アスタロトは悪魔たちの支配者階級に位置するものとみなされている。
アグリッパによると、アスタロトはギリシア語ではディアボロス（中傷者）と呼ばれ、ヨハネ黙示録に出てくる「我々の兄弟たちを告発する者」と同一視される。ヴァイヤーによれば、過去と未来を見通す能力を持ち、質問者に教養学を教授する。また、天使の創造やいかにして天使たちは堕天したかについても語るが、彼自身は自らの意志で堕天したのではないとも語る。
13世紀に編まれた聖人伝説集『黄金伝説』では、最果ての地であるインドの神殿に祀られていた異教の偶像神の名としてアスタロトが登場する。かの地を訪れた使徒バルトロマイがその寺院に宿泊すると、どんな病も治すと嘘をついていたその神像の中の魔神は、以後沈黙してしまったという。

## 地位・階級

『ゴエティア』におけるアスタロトの印章

ヴァイヤーの『悪魔の偽王国』（1577年）によると、アスタロトは40の悪魔の軍団を率いる強壮な大公爵である。72人の悪魔たちの性質を記したグリモワール『ゴエティア』でも29番目に紹介されており、同様の記述が見られる。これらの文献では他にも王や君主とされる多くの悪魔が紹介されており、アスタロトは大公爵ではあるが特別大きく取り上げられているわけではない。別のグリモワール『大奥義書』でも大公爵とされているが、この文献ではアスタロトを皇帝ルシファー・君主ベルゼビュートと並ぶ地獄の支配者の1人として扱っている。『真正奥義書』というグリモワールでもルシファー・ベルゼビュートと並ぶ3人の支配者の1人であり、サルガタナスおよびネビロスという配下の大悪魔とともにアメリカに住まうとされる。グリモワール『術士アブラメリンの聖なる魔術の書』においては、8人の下位君主(Eight Sub Princes)と総称される有力な悪魔の1人である。グリモワール『教皇ホノリウスの奥義書』ではルシファーと同じく1週間の各曜日に呼び出す7人の悪魔の1人として紹介されており、水曜日に召喚するとされている。この王および他の王たちの恩寵を得るために召喚されるという。
アグリッパの『隠秘哲学』（1533年）によれば、悪魔の位階において告発者（羅：Criminatores、英：Accuser）あるいは審問官（羅：Exploratores、英：Inquisitor）と呼ばれる第8位階の君主であるとされる。フランシス・バレットの『メイガス』（1801年）においても「告発者と審問官の王」とされている。セバスチャン・ミカエリスの『驚嘆すべき憑依の物語』（1612年）によれば、第1階級の悪魔の1人であり、堕天した座天使の位階の君主である。怠惰を司り、その対抗聖者は聖バルトロマイであるという。一方、ルイス・スペンスの『オカルティズムの事典』によれば、熾天使の地位にあったという。
カバラにおけるクリフォトでは、ケセドに対応するGamchicothの長としてアスタロトの名が挙げられている。
コラン・ド・プランシーが地獄の宮廷を紹介するところによれば、アスタロトは地獄帝国の大主計である。

## 容姿
巨大なドラゴン、あるいはドラゴンに似た獣にまたがり、右手に毒蛇を持った天使の姿をとる。コラン・ド・プランシーの『地獄の辞典』でもこの記述にしたがった挿絵がつけられている。口からは毒の息または耐え難い悪臭を吐き出すため、間近に寄らせるのは危険とされる。蝿の王ベルゼブブのそばに、ロバの姿で現れることもあるという。『真正奥義書』によれば、黒白の色をした人間の姿で現れることもある。

## 起源
アスタロトは異教の女神アシュトレト（英: Ashtoreth）を起源に持つ。アシュトレトは中東から地中海沿岸にかけて広く伝わる豊穣神の一形態であり、メソポタミアのイシュタルやギリシアのアプロディーテーと起源を同じくすると考えられている。旧約聖書中の『士師記』において、アシュトレトはバアルと並んで言及されている。ジョン・ミルトンもその著作『失楽園』（1667年）の第1巻において、堕ちた天使たちを紹介する中でバアリムとアシュタロトの名を挙げており、またアストレト（英: Astoreth）を「フェニキア人が天の女王として崇拝したアスタルテ」として言及している。フレッド・ゲティングズはアシュトレトが悪魔として扱われるように至った背景を、アシュトレトがエジプトにおいて戦の神としてライオンの頭を持った姿で図示されたことに由来すると述べている。